# Persone di nome Romain
| Questa pagina contiene informazioni ricavate automaticamente dalle voci biografiche con l'ausilio del template Bio e di un bot. L'aggiornamento è periodico e automatico e ricostruisce completamente la pagina. Se manca una persona in questa lista, sei pregato di non aggiungerla, ma accertati piuttosto che la sua voce biografica contenga il template Bio e che i dati anagrafici siano correttamente compilati. Se il template Bio manca, inseriscilo tu stesso o, in alternativa, metti l'avviso {{tmp\|Bio}} che ne segnala la mancanza. Se i dati riportati sono sbagliati, correggi direttamente la voce biografica; le modifiche saranno visibili in questa lista entro pochi giorni. Per chiarimenti vedi il progetto antroponimi. La lista contiene solo le 82 persone che sono citate nell'enciclopedia e per le quali è stato implementato correttamente il template Bio. Pagina aggiornata al 22 giu 2025. |

Questa è una lista di persone presenti nell'enciclopedia che hanno il nome Romain, suddivise per attività principale.

## Allenatori di calcio(3)
- Romain Philippoteaux, allenatore di calcio e ex calciatore francese (Apt, n. 1988)
- Romain Pitau, allenatore di calcio e ex calciatore francese (Douai, n. 1977)
- Romain Élie, allenatore di calcio e ex calciatore francese (Beauvais, n. 1985)

## Arbitri di calcio(1)
- Romain Lissorgue, arbitro di calcio francese (n. 1991)

## Arbitri di rugby a 15(1)
- Romain Poite, arbitro di rugby a 15 francese (Rochefort, n. 1975)

## Astisti(1)
- Romain Mesnil, ex astista francese (Le Plessis-Bouchard, n. 1977)

## Astronomi(1)
- Romain Gauderon, astronomo svizzero

## Attori(1)
- Romain Duris, attore francese (Parigi, n. 1974)

## Baritoni(1)
- Romain Bussine, baritono e compositore francese (Parigi, n. 1830 - Parigi, † 1899)

## Bobbisti(1)
- Romain Heinrich, bobbista e pesista francese (Colmar, n. 1990)

## Calciatori(24)
- Romain Alessandrini, ex calciatore francese (Marsiglia, n. 1989)
- Romain Amalfitano, calciatore francese (Nizza, n. 1989)
- Romain Armand, calciatore francese (Orange, n. 1987)
- Romain Basque, calciatore francese (Dieppe, n. 1995)
- Romain Beynié, ex calciatore francese (Lione, n. 1987)
- Romain Brégerie, ex calciatore francese (Talence, n. 1986)
- Romain Danzé, ex calciatore francese (Douarnenez, n. 1986)
- Romain Del Castillo, calciatore francese (Lione, n. 1996)
- Romain Faivre, calciatore francese (Asnières-sur-Seine, n. 1998)
- Romain Gall, calciatore francese (Parigi, n. 1995)
- Romain Genevois, ex calciatore haitiano (L'Estère, n. 1987)
- Romain Grange, ex calciatore francese (Châteauroux, n. 1988)
- Romain Habran, calciatore francese (Villeneuve-la-Garenne, n. 1994)
- Romain Hamouma, ex calciatore francese (Montbéliard, n. 1987)
- Romain Inez, ex calciatore francese (Caen, n. 1988)
- Romain Esse, calciatore inglese (Lambeth, n. 2005)
- Romain Métanire, calciatore malgascio (Metz, n. 1990)
- Romain Perraud, calciatore francese (Tolosa, n. 1997)
- Romain Poyet, ex calciatore francese (Le Coteau, n. 1980)
- Romain Rocchi, ex calciatore francese (Cavaillon, n. 1981)
- Romain Salin, ex calciatore francese (Mayenne, n. 1984)
- Romain Sartre, ex calciatore francese (Lione, n. 1982)
- Romain Saïss, calciatore francese (Bourg-de-Péage, n. 1990)
- Romain Thomas, calciatore francese (Landerneau, n. 1988)

## Cestisti(3)
- Romain Duport, cestista francese (Angers, n. 1986)
- Romain Hillotte, cestista francese (Mont-de-Marsan, n. 1991)
- Romain Sato, ex cestista centrafricano (Bimbo, n. 1981)

## Ciclisti su strada(13)
- Romain Bardet, ex ciclista su strada francese (Brioude, n. 1990)
- Romain Bellenger, ciclista su strada e dirigente sportivo francese (Parigi, n. 1894 - Cahors, † 1981)
- Romain Cardis, ciclista su strada francese (Melun, n. 1992)
- Romain Combaud, ciclista su strada francese (Saint-Doulchard, n. 1991)
- Romain Feillu, ex ciclista su strada francese (Châteaudun, n. 1984)
- Romain Gijssels, ciclista su strada belga (Denderwindeke, n. 1907 - Parigi, † 1978)
- Romain Grégoire, ciclista su strada e ciclocrossista francese (Besançon, n. 2003)
- Romain Hardy, ex ciclista su strada francese (Flers, n. 1988)
- Romain Lemarchand, ex ciclista su strada francese (Longjumeau, n. 1987)
- Romain Maes, ciclista su strada belga (Zerkegem, n. 1912 - Grand-Bigard, † 1983)
- Romain Seigle, ciclista su strada, ciclocrossista e mountain biker francese (Vienne, n. 1994)
- Romain Sicard, ex ciclista su strada e pistard francese (Hasparren, n. 1988)
- Romain Zingle, ex ciclista su strada belga (Lobbes, n. 1987)

## Fumettisti(1)
- Romain Hugault, fumettista francese (n. 1979)

## Giocatori di football americano(2)
- Romain Faucon, giocatore di football americano francese
- Romain Kneubühler, giocatore di football americano francese

## Imprenditori(1)
- Romain Zaleski, imprenditore francese (Parigi, n. 1933)

## Multiplisti(1)
- Romain Barras, multiplista francese (Calais, n. 1980)

## Musicisti(2)
- Romain Collin, musicista e compositore francese (Antibes, n. 1979)
- Romain Perrot, musicista, artista e cantautore francese (Parigi, n. 1973)

## Nuotatori(1)
- Romain Barnier, ex nuotatore francese (Marsiglia, n. 1976)

## Pallavolisti(1)
- Romain Vadeleux, pallavolista francese (Fort-de-France, n. 1983)

## Piloti automobilistici(2)
- Romain Dumas, pilota automobilistico francese (Alès, n. 1977)
- Romain Grosjean, pilota automobilistico francese (Ginevra, n. 1986)

## Piloti motociclistici(2)
- Romain Febvre, pilota motociclistico francese (Épinal, n. 1991)
- Romain Maitre, pilota motociclistico francese (Vesoul, n. 1988)

## Pittori(1)
- Romain de Tirtoff, pittore, scultore e costumista russo (San Pietroburgo, n. 1892 - Parigi, † 1990)

## Registi(2)
- Romain Gavras, regista francese (Parigi, n. 1981)
- Romain Goupil, regista, sceneggiatore e attore francese (Parigi, n. 1951)

## Rugbisti a 15(4)
- Romain Briatte, rugbista a 15 francese (Riom, n. 1993)
- Romain Millo-Chluski, ex rugbista a 15 francese (Ris-Orangis, n. 1983)
- Romain Ntamack, rugbista a 15 francese (Tolosa, n. 1999)
- Romain Taofifénua, rugbista a 15 francese (Mont-de-Marsan, n. 1990)

## Scacchisti(1)
- Romain Édouard, scacchista francese (Poitiers, n. 1990)

## Schermidori(1)
- Romain Cannone, schermidore francese (Boulogne-Billancourt, n. 1997)

## Sciatori alpini(1)
- Romain Valla, ex sciatore alpino francese (n. 1976)

## Sciatori freestyle(1)
- Romain Détraz, sciatore freestyle svizzero (Gryon, n. 1993)

## Scrittori(5)
- Romain Baron, scrittore francese (Marcy, n. 1898 - Nevers, † 1985)
- Romain Coolus, scrittore e commediografo francese (Rennes, n. 1868 - Parigi, † 1952)
- Romain Puértolas, scrittore francese (Montpellier, n. 1975)
- Romain Rolland, scrittore e drammaturgo francese (Clamecy, n. 1866 - Vézelay, † 1944)
- Romain Slocombe, scrittore, fumettista e fotografo francese (Parigi, n. 1953)

## Snowboarder(1)
- Romain Allemand, snowboarder francese (La Plagne, n. 2006)

## Tennisti(1)
- Romain Arneodo, tennista francese (Cannes, n. 1992)

## Senza attività specificata(1)
- Romain Mahieu, ciclista di BMX francese (Lilla, n. 1995)